# Planificación económica (racionalización)
La planificación económica o planificación centralizada es un intento o un proyecto de racionalización de los asuntos económicos de un país, con el objetivo de alcanzar la mejor coordinación y eficiencia posibles, para la satisfacción de las necesidades de los ciudadanos.
Las exigencias en términos de información (lo ideal sería que el planificador lo conociera todo) y de control (una vez establecido el plan, el mismo debería ser seguido y aplicado por todos los actores), corresponden especialmente a los enfoques centralizados, ya sea que se trate de orientaciones jacobinas o de orientaciones socialistas colectivistas « a la francesa ».

## Descripción
El método, inicialmente industrial y militar, se extendió a la sociedad toda hacia mediados del siglo XX. En la época, las ventajas «muy notorias»  en términos de coordinación y también de reducción de la dilapidación y de los conflictos, hacía pensar que el modelo liberal sería sobrepasado en favor de un modelo dirigista. 
Pero la realidad mostró rápidamente resultados diferentes del ideal conceptual, probablemente debido a las siguientes falencias: 
- No siempre se disponen de todas las informaciones necesarias.
- Se necesita demasiado tiempo para la toma de decisiones, y para adaptar el plan a los cambios de contexto.
- No siempre es posible producir un plan tan completo y flexible como el que se necesitaría, y por tanto, es difícil establecer un plan que se adapte rápidamente a un mundo en constante cambio.
- También deberían tenerse en cuenta cuestiones referentes a prestigio e imagen, las que en ciertos casos prevalecen respecto de eficiencia y coordinación.

Debido a lo planteado, la planificación económica prácticamente ha sido dejada de lado en el pensamiento político en la hora actual. Los órganos políticos de planificación que hasta no hace mucho se encontraban en la cima de la jerarquía administrativa, en Francia (ex-Commissariat général du Plan) así como en URSS, actualmente son estructuras orientadas a los estudios prospectivos. La planificación sigue subsistiendo, pero en niveles más modestos, menos ambiciosos, más a corto plazo, y más conformes a las capacidades disponibles.